# Конрад Фердинанд Майер
Конрад Фердинанд Майер (на немски: Conrad Ferdinand Meyer) е швейцарски писател-реалист, автор на (предимно исторически) романи, новели и стихотворения. Наред с Готфрид Келер и Йеремиас Готхелф спада към най-значимите швейцарски писатели на XIX век.

## Биография
Конрад Фердинанд Майер израства в цюрихско патрицианско семейство. На 15-годишна възраст загубва баща си. Има извънредно трудни взаимоотношения със здравословно обременената си майка, която през 1856 г. слага край на живота си.
През младостта си Конрад живее няколко години в Лозана, където научава френски толкова добре, че започва да превежда френска литература и размисля дали да не стане френски писател, или да поеме академично поприще в областта на романистиката. Още преди да навърши двадесет години постъпва в психиатрична клиника поради пристъпи на тежка депресия.
Първите литературни успехи на Конрад Фердинанд Майер са от 1872 г., когато на 46-годишна възраст публикува цикъл стихотворения „Последните дни на Хутен“ (Huttens letzte Tage), посветен на хуманиста Улрих фон Хутен. През 1876 г. излиза романът „Юрг Йенач“ (Jürg Jenatsch), който с последвалите творби затвърждава името на Майер като изключителен разказвач. През 1882 г. е публикуван сборникът „Стихотворения“ (Gedichte), който го представя като значим поет. С всяко ново издание – до психическия срив на Майер през 1892 г. – книгата е допълвана и подобрявана.
Последните си години Конрад Фердинанд Майер прекарва с разклатено физическо и психическо здраве в Килхберг край Цюрих, където умира през 1898 г. на 73-годишна възраст.

## Почести
- През 1880 г. Цюрихския университет присъжда на Конрад Фердинанд Майер званието Доктор хонорис кауза.
- През 1899 г. на името на Конрад Фердинанд Майер е наречена силно ухаеща роза.[1]
- През 1937 г. град Цюрих учредява културната награда Конрад Фердинанд Майер за възпоменание на писателя.

### Проза
- Das Amulett, Novelle, 1873
- Jürg Jenatsch, Roman, 1876
- Der Schuß von der Kanzel, Novelle, 1878
- Der Heilige, Novelle, 1880
- Plautus im Nonnenkloster, Novelle, 1882
- Gustav Adolfs Page, Novelle, 1882
- Das Leiden eines Knaben, Novelle, 1883
- Die Hochzeit des Mönchs, Novelle, 1884
- Die Richterin, Novelle, 1885
- Die Versuchung des Pescara, Novelle, 1887
- Angela Borgia, Novelle, 1891

### Стихотворни епоси
- Huttens letzte Tage, 1872
- Engelberg, 1872

### Лирика (подбор)
- Zwanzig Balladen von einem Schweizer, 1864
- Romanzen und Bilder, 1869
- Gedichte, 1882
  - Der römische Brunnen
  - Die Füße im Feuer
  - Zwei Segel
  - Der Ritt in den Tod
  - Die Rose von Newport
  - Eingelegte Ruder
  - In der Sistina[2]
  - Chor der Toten
  - Schwüle
  - Fingerhütchen
  - Stapfen
  - Schwarzschattende Kastanie
  - Möwenflug

Небесна близост. Лирика, изд.: Агрипина, София (2003), прев. Кръстьо Станишев